# 李蒙 (东汉)
李蒙（？—195年），東漢末期人物，董卓部下。曾被派往與徐榮四處虜掠，期間徐榮遇到孫堅，大破孫堅軍。初平三年（192年），在董卓與牛輔被殺之後，李蒙和樊稠響應李傕號召率軍攻長安，殺王允，迫走呂布。後因李傕的權力鬥爭，在會議中和樊稠被胡封殺害。

## 三國演義
登場於第十回。馬騰、韓遂興起勤王之師，進逼長安，李傕與郭汜等商討對策，此時李蒙、王方二人願為先鋒與馬騰作戰，謀士賈詡勸阻不成，於是立下軍令狀後出征。
與馬騰對陣時，馬騰派出年僅十七歲之長子馬超應戰，李蒙不敵被其生擒回陣；王方當場死於馬超槍下。被擒回陣後的李蒙即被馬騰下令斬首。